# James Guillaume
Pour les articles homonymes, voir Guillaume.
 (octobre 2017).
Si vous disposez d'ouvrages ou d'articles de référence ou si vous connaissez des sites web de qualité traitant du thème abordé ici, merci de compléter l'article en donnant les références utiles à sa vérifiabilité et en les liant à la section « Notes et références ».
James Guillaume (Londres, Royaume-Uni, 16 février 1844 – Marin-Epagnier, Suisse, 20 novembre 1916), est un militant socialiste libertaire et historien suisse, connu pour avoir joué un rôle majeur dans la Fédération jurassienne de l'Association internationale des travailleurs (AIT), la branche anarchiste de l'Internationale et pour sa participation à la fondation de l'Internationale antiautoritaire à Saint-Imier.
Il est l'auteur de L'Internationale : Documents et souvenirs, qui documente la position anarchiste au sein de l'Association internationale des travailleurs. Il a également édité avec Max Nettlau les six volumes des œuvres de Michel Bakounine (Bakounine, Œuvres, Paris, Stock, 1908). Il écrit dans de nombreux journaux et revues anarchistes comme La Vie Ouvrière et La Révolution Prolétarienne. En 1910, il traduit également de l'italien, L'abrégé du Capital de Karl Marx, de Carlo Cafiero.
Guillaume a joué un rôle clé dans la conversion de Pierre Kropotkine à l'anarchisme. Il a par ailleurs été rédacteur en chef du Dictionnaire pédagogique dirigé par Ferdinand Buisson. Il a également publié de nombreux articles, dont deux articles fondamentaux sur la lecture, Lecture et Écriture-Lecture.
Une partie des archives de James Guillaume est conservée aux Archives de l'État de Neuchâtel, l'inventaire se trouve dans le portail des archives neuchâteloises. Ce fonds contient notamment de la correspondance, des notes, des articles et souvenirs. L'article de Marc Vuilleumier est une étude fouillée sur les archives de James Guillaume, aujourd'hui dispersées dans plusieurs dépôts européens.

## Biographie

### Famille et formation
Il naît le 16 février 1844 à Londres, Royaume-Uni. Il est le fils de George Guillaume, horloger et homme politique suisse, et de Marie Suzanne Glady.

### L'AIT et la Fédération jurassienne
James Guillaume participe au premier congrès de l'AIT, à Genève, en tant que délégué de la section du Locle.

### Communes de 1870-1871 en France
Lyon
Besançon
La future Fédération jurassienne de l'AIT est particulièrement engagée auprès des Francs-Comtois,. James Guillaume précise ainsi dans son ouvrage « l’Internationale, Documents et Souvenirs » : « Dans nos montagnes, un autre plan avait été conçu. Il existait une ville française de l’Est une section de l’Internationale avec laquelle nous étions en relations. Des Internationaux de nos diverses sections, armés, auraient passé la frontière en trois ou quatre groupes, se dirigeant sur cette ville, où leur arrivée aurait coïncidé avec un soulèvement de la population ouvrière ». Mikhaïl Bakounine est alors personnellement informé des intentions qui se forment, et ne s'oppose pas à la mise en place d'un plan spécifique bien que sceptique de l'issue après l'offensive de Châtillon le 4 avril 1871. Fin avril il se trouve chez Adhémar Schwitzguébel à Sonvilier, où la constitution d'une colonne armée conduite par Vladimir Ozerov est discutée afin de proclamer la Commune de Besançon,. Tout avait été cadré ; il était prévu de concentrer des hommes au Locle et de passer le Doubs et la frontière à gué, afin de rallier Besançon en deux jours par une marche forcée de 80 km. Le 19 mai 1871 James Guillaume reçoit une lettre de Bakounine pour lui dire que « Adhémar a écrit à Besançon. Il est possible qu’un ami de là vienne chez toi, soit demain samedi, soit dimanche rue du Bogne ». Le 21 mai une réunion déterminante s'amorce à Neuchâtel, incluant effectivement ce délégué bisontin,. Guillaume conclut : « En-dehors des délibérations administratives, les membres échangèrent naturellement des vues à propos du mouvement projeté. C'est alors qu'il fut décidé que [Auguste] Treyvaud et moi irions préparer le terrain. » La situation à peine tranchée et l'application concrète sur le point d'aboutir, au même moment les troupes versaillaises débutent la Semaine sanglante,.

### Union sacrée et fin de vie
Il meurt le 20 novembre 1916 à Préfargier, village de l'ancienne commune de Marin-Epagnier en Suisse. Il est inhumé au cimetière du Montparnasse (Paris, France). Sa tombe a été déposée à l'échéance de sa concession et n'est plus visible aujourd'hui.

## Idées sur l'organisation sociale
Pour James Guillaume, seul un mouvement révolutionnaire peut permettre la réalisation de ses idées.
Ce mouvement se caractérise par deux étapes successives. La première étape consiste en une fermentation progressive, lente des idées, des besoins, des moyens d'action dans la société. La révolution est la résultante inexorable et brutale de cette montée des idées qui peut se traduire dans les faits.
La révolution est le résultat d'un fait naturel et n'est pas le fait d'une ou plusieurs volontés individuelles. C'est pourquoi il est inutile de préciser « les voies et moyens par lesquels doit s'accomplir la révolution » ou de fomenter un plan. La révolution naît « sous l'impulsion incontrôlable de nécessités auxquelles nul ne peut commander. »
Cette révolution, par son côté négatif, se caractérise par la suppression des institutions du passé (gouvernement, armée, tribunaux, Église, école, banque « et tout ce qui s'y rattache ».)
Elle doit, par son côté positif, permettre la prise de possession des instruments de travail et de tout le capital des travailleurs.

### Les paysans
La Révolution enlève la terre à la bourgeoisie, aux nobles et aux prêtres pour la donner aux paysans qui n'en ont pas. Si un paysan est déjà propriétaire d'une terre, la Révolution lui garantira la libre possession et lui supprimera tous les impôts et les hypothèques mis en place sur ce bien.
Cette Révolution restituera les terres aux paysans sans décret, sans intervention de la police et sans administration gouvernementale, moyens généralement utilisés quand une Révolution politique est menée par des bourgeois.
La priorité principale pour les paysans est son émancipation du joug des anciens propriétaires. La question secondaire, mais importante, est la modalité d'exploitation de ces terres. Vaut-il mieux partager la terre en différents lots individuels attribués à un paysan ou faut-il mettre en commun la terre et s'associer pour la cultiver ?
Dans certaines régions, les paysans qui sont petits propriétaires, avec une terre peu propice à des cultures étendues et qui utilisent peu de machines conserveront cette forme de propriété. Ils s'associeront pour partager les fruits de leur travail en commun en créant une agence communale qui sera chargée de la vente et de l'échange des produits. Les acquisitions de machines sont faites collectivement. La solidarité est prônée avec des aides réciproques. Plus tard, les terres seront mises en commun et une association agricole sera formée. Pour ces paysans petits propriétaires, la propriété collective n'est pas forcément nécessaire.
Cette dernière est forcément obligatoire pour les travailleurs agricoles sur de grands domaines, avec de vastes cultures. Le territoire d'une ou plusieurs communes ne formeront qu'une exploitation agricole avec une application des procédés de la grande culture. Chaque terrain sera consacré à une culture spécifique adaptée à la qualité du sol. Il préconise l'échange de produits pour ceux qui manquent plutôt que de les cultiver en petite quantité et en mauvaise qualité.
L'organisation intérieure d'une communauté agricole est hétérogène selon les préférences des travailleurs associés en respectant les principes d'égalité et de justice.
La gérance de la communauté assurée par un individu ou une commission de plusieurs membres est élue par tous les associés. Chaque fonction administrative pourra être confiée à une commission spéciale. La durée de la journée du travail n'est pas fixée par une loi appliquée à tout le pays mais par une décision de la communauté. Une base uniforme est souhaitable car la communauté est en relation avec tous les travailleurs agricoles de la région. Les produits du travail appartiennent à la communauté et chaque associé est rémunéré par la communauté soit en nature (subsistances, vêtements) soit en monnaie d'échange. Plusieurs critères de rémunération peuvent être sélectionnés : proportionnellement à la durée du travail, en fonction de la durée du travail ou des fonctions exercées...Chaque communauté choisira les modalités les plus pertinentes pour elle.
La devise qui doit guider la communauté est « De chacun suivant ses forces, à chacun suivant ses besoins.»
Lorsque la production dépassera les besoins de la société, chaque travailleur pourra se servir librement en évitant le gaspillage et l'abus évités par le développement d'un sentiment moral chez les travailleurs libres et égaux.

### Les travailleurs industriels
Trois catégories doivent être différenciés :
Certains métiers nécessitent peu d'outillage, avec une division du travail peu présente, où le travail isolé d'un salarié est équivalent à ceux travaillant en association (comme pour les tailleurs, les cordonniers…). Dans cette catégorie, le travail en collectif n'est pas forcément utile. Mais James Guillaume valorise le travail en commun car « dans la société des égaux, l'émulation stimule le travailleur, il produit davantage, et fait son ouvrage de meilleur cœur, en outre, le travail en commun permet un contrôle plus utile de chacun sur tout et de tous sur chacun.
Une deuxième catégorie rassemble les salariés qui travaillent en collectif dans un atelier ou dans un chantier (comme typographes, menuisiers, maçons…).
Une troisième catégorie concerne une partie de l'industrie dont la division du travail est poussée, avec des emplois de machines et la nécessité d'un capital important (comme les filatures, les usines métallurgiques, les houillères…).
Pour ces deux dernières catégories, chaque atelier doit former une association de travailleurs avec une libre administration à la condition que les droits de chacun soient sauvegardés et que les principes d'égalité et de justice soient mis en pratique. La propriété des instruments de travail doit être commune à toute la corporation des travailleurs de chaque industrie. Cette mise en commun au niveau national permettra à chaque travailleur de pouvoir exercer dans n'importe quelle ville du pays et avoir le droit de se servir des instruments de travail. Bien que la propriété des instruments soit remis à la corporation, cela ne signifie pas pour autant que les travailleurs n'aient pas le pouvoir de disposer à leur gré des instruments de travail. Les travailleurs « se garantissent réciproquement, sous certaines conditions, la jouissance de l'instrument de travail dont ils ont acquis la possession, et en accordant à leurs collègues des autres ateliers la co-participation à cette puissance, ils obtiennent en échange d'être à leur tour co-participants à la propriété des instruments de travail détenus par ces collègues avec lesquels ils ont conclu le pacte de solidarité. »
Les remarques au sujet de la gérance, de la durée de la journée du travail et de la répartition des produits effectuées pour les paysans s'appliquent aussi pour les travailleurs industriels.

### La commune
La commune ou fédération locale des groupes de travailleurs est formée de l'ensemble des travailleurs habitant une même localité.
Son objectif est de pourvoir à certains services qui ne sont pas du ressort exclusif d'une corporation.

#### Travaux publics
Les maisons sont la propriété de la commune. Les familles qui résidaient dans des logements malsains ou trop petites seront immédiatement relogées dans les maisons vides des riches.
Une des premières priorités sera la construction de maisons nouvelles, avec des logements vastes, pratiques et sains qui remplaceront les « taudis des anciens quartiers populaires. » Ces chantiers permettront de donner du travail aux corporations de maçons, de charpentiers, de serruriers et de couvreurs et aux personnes sans formation en les employant comme manœuvres.
Les logements seront construits aux frais de tous : en échange du travail des diverses corporations du bâtiment, elles recevront de la commune des bons d'échange pour l'entretien de leurs membres.
Tous les logements seront à la disposition de tous et gratuits.
Chaque habitant résidera provisoirement dans le logement qu'il occupait. L'enthousiasme révolutionnaire permettra aux habitants d'accepter de supporter temporairement cette situation par abnégation et générosité. L'abondance des logements permettra à l'issue d'une certaine période de satisfaire tous les habitants. Les corporations du bâtiment « continueront à travailler, ils amélioreront, ils perfectionneront ce qui existe, et peu à peu on verra disparaître entièrement les quartiers sombres, les rues étroites, les maisons incommodes de nos villes actuelles : à leur place s'élèveront des palais, où habiteront les travailleurs redevenus hommes. »

#### Échange
Chaque commune établira un comptoir d'échange. Les associations de travailleurs et les producteurs individuels remettront leurs produits au comptoir d'échange. Le prix de chaque produit aura été fixé d'avance par une convention entre les fédérations corporatives régionales et les différentes communes en s'appuyant sur les données des statistiques. Les producteurs recevront des bons d'échange représentant la valeur des produits. Ces bons d'échange circuleront dans tout le territoire de la Fédération des communes. Les produits des comptoirs d'échange pourront être consommés localement, être exportés en étant échangés contre d'autres produits.
Les produits consommés dans la commune seront stockés dans des bazars communaux (anciens magasins ou boutiques des marchands). Chaque bazar sera consacré à un produit spécifique.
Les produits à exporter seront rassemblés dans des magasins généraux jusqu'à ce qu'ils soient acheminés dans la commune demandeuse.
Pour éviter des excédents de stockage de produits par rapport à la demande, chaque comptoir d'échange devra s'assurer de l'écoulement des produits reçus.
Pour les travailleurs dont il est impossible d'apporter leurs produits au comptoir d'échange, ils feront enregistrer la valeur des travaux effectués et le comptoir présentera des bons d'échange.
Les autres fonctions du comptoir d'échange sont l'assurance de liens avec les autres communes et la livraison à l'intérieur de la commune des produits extérieurs. Ces derniers seront acheminés dans les bazars. Les consommateurs obtiennent les produits des bazars en présentant les bons d'échange qui auront des valeurs différentes. « Au bout d'un certain temps, la pratique des comptoirs d'échange pourra sans inconvénient être modifiée, et qu'un système nouveau se substituera peu à peu au système ancien : l'échange proprement dit disparaîtra et fera place à la distribution pure et simple…
Le développement prodigieux de la production… dépassera de beaucoup tout ce que pourrait consommer la population, alors il ne sera plus nécessaire de rationner les consommateurs, on pourra supprimer l'opération de la vente, qui était une sorte de frein opposé à la consommation immodérée, les comptoirs communaux ne vendront plus les produits aux consommateurs, ils les leur distribueront à proportion des besoins que ceux-ci déclareront éprouver. »

#### Alimentation
La distribution (à la place de l'échange) est envisagé pour les produits alimentaires de première nécessité qui seront gérés en service public communal. « La boulangerie, la boucherie, le commerce des vins, des denrées coloniales sont abandonnés à l'industrie privée et à la spéculation, qui par des fraudes de tout genre, cherchent à s'enrichir aux dépens du consommateur. Par exemple, « le blé, une fois entré dans les magasins de la commune, sera réduit en farine dans un moulin communal (plusieurs communes pourront avoir le même moulin), la farine sera transformée en pain dans les boulangeries communales et la pain sera livré par la commune aux consommateurs.

#### Statistique
Le but de la commission communale de statistique devra réunir tous les renseignements statistiques de la commune. Elle comptabilisera le nombre de personnes embauchées d'après les informations apportées par les diverses corporations et les associations de production. Elle comptabilisera aussi les données sur le chiffre de la production et de la consommation.
Ces statistiques permettront d'équilibrer scientifiquement la production et la consommation, d'adapter le nombre de travailleurs en fonction de la quantité de la production, de fixer la durée moyenne de la journée de travail, de fixer la valeur relative des produits qui serviront de base aux tarifs des comptoirs d'échange.
La commission communale enregistrera aussi les naissances et les décès. Les mariages ne feront pas l'objet d'un acte administratif car il est un acte privé dans une société libre. La commission gérera d'autres domaines comme la maladie, les observations météorologiques. De manière générale, elle enregistrera et comptabilisera tous les faits qui peuvent faire l'objet d'un enseignement.

#### Hygiène
Le service médical sera gratuit pour tous. Les médecins seront des employés de la commune rémunérés par elle. « Les médecins ne seront plus des industriels cherchant à tirer le plus gros profit possible de leurs malades. L'aspect préventif présente autant d'importance que l'aspect curatif.

#### Sécurité
Pour James Guillaume, une société libérée des exploiteurs et disposant librement du fruit de leur travail, ne peut présenter des actes de vols ou de brigandage. « La débauche, la colère, la brutalité ou d'autres vices » sont les causes de la montée de la criminalité. Les crimes seront quasiment inexistants en raison des progrès de l'instruction permettant un développement intellectuel et moral. La sécurité des personnes ne sera pas assuré par la police de la commune. Les habitants participeront à la sécurité en veillant à tour de rôle dans les divers postes de sûreté que la commune aura institués
Dans cette société égalitaire, les meurtriers ou des auteurs de la violence devront être gardés dans une maison spéciale. « Les criminels n'étant plus qu 'une exception, seront considérés comme des malades et des insensés ; la question du crime, qui occupe tant de juges, d'avocats et de geôliers, perdra son importance sociale, et deviendra un simple chapitre de la philosophie médicale.

#### L'enfant n'est la propriété de personne
L'enfant n'étant la propriété de personne c'est à la société de se charger de l'entretien de l'enfant. « En subvenant à sa consommation et aux diverses dépenses que nécessitera son éducation, la société ne fait qu'une avance, que l'enfant lui remboursera par son travail lorsqu'il sera devenu un producteur. Chaque société étant représentée par une commune, cette dernière doit donc mettre en place l'organisation la meilleure pour l'entretien de ses enfants.
Sur le plan de l'instruction, les facultés du corps et de l'esprit doivent être développées. L'éducation ne doit pas être assumée par des instituteurs, mais par des personnes spécialistes d'une matière.
Dans l'éducation, deux degrés sont à distinguer. Dans le premier degré, de cinq à douze ans, l'enfant n'ayant pas l'âge d'étudier les sciences, développera principalement ses facultés physiques.
Une focalisation sur le développement sensoriel est préconisée (exercices spécifiques pour la vision, l'ouïe, habileté manuelle en devenant ambidextre). Parallèlement aux exercices corporels, une culture de l'esprit spontanée débutera avec la connaissance de faits scientifiques.
Les leçons pour les enfants consisteront à de l'observation individuelle, de l'expérience, des conversations entre enfants ou avec les enseignants. Dès leur plus jeune âge, les enfants sont responsabilisés en les laissant libres avec leur propre organisation des jeux, leurs propres conférences, leurs propres bureaux pour la direction de leurs travaux avec la désignation d'arbitres pour juger les désaccords. La vie publique et la mutualité sont ainsi mis en valeur. Les enfants choisiront librement leur professeur.
Comme producteur, l'enfant apprendra l'utilisation des outils en réparant ou en modifiant le matériel de ses jeux.
Dans le second degré, de douze à seize ans, il lui sera enseigné différentes branches du savoir humain avec un apprentissage simultané de la pratique d'une ou plusieurs branches de production.
Les professeurs doivent aussi être des producteurs qui dédieront une partie de leur temps au travail manuel et chaque branche des connaissances humaines fera appel au maximum de personnes présentes dans la commune. La lecture en commun de bons ouvrages d'enseignement avec des discussions à la clé permettront de ne pas se focaliser sur la personnalité du professeur.
Comme producteur, il choisira un atelier parmi les nombreux qu'il aura visités en fonction de son goût personnel. Cette éducation pratique est assurée par les maîtres d'apprentissage qui doivent aussi être producteurs eux-mêmes. Au sein de chaque atelier, les élèves observeront le travail effectué par d'autres. Quelques leçons théoriques seront dispensées en plus.
Ainsi, à l'âge de 16 ans ou 17 ans, il aura embrassé un ensemble de connaissances humaines et pourra de manière autonome poursuivre ses études supérieures s'il en a l'envie. Ayant appris un métier, il pourra être considéré comme un producteur utile pour rembourser à la société par son travail la dette issue de son éducation.
Dans une société libre et égalitaire, la figure parentale ne possède plus d'autorité sur son enfant mais un lien d'affection unit les parents et les enfants. L'enfant a besoin d'être dirigé mais les parents ne doivent pas être les seuls à l'exercer car ils sont souvent incapables et abusent du pouvoir qui leur est remis. Car le but de l'éducation est de le rendre capable de se diriger seul en développant le maximum de ses facultés. Un tel système d'éducation ne supporte aucune emprise autoritaire de qui que ce soit. Il ne s'agit pas de mettre en place une relation père-fils assimilable au couple maître-esclave. Il est envisagé une relation où la figure parentale serait celle d'un instituteur et d'un ami plus âgé. Ce nouveau type de relation permettra de supprimer les conflits familiaux dont les causes sont souvent liées à la tyrannie imposée par la figure parentale.
La société libre et égalitaire loin de détruire le lien familial le renforce en mettant en valeur l'amour, l'estime, le respect et leurs droits mutuels. Il s'agira de ne pas se limiter au relationnel très étroit du cadre familial qui risque de s'envenimer s'il reste exclusif. Il s'agira bien au contraire de développer un relationnel plus large, « celui de la grande famille humaine ».

### Un réseau fédératif
La commune ou la fédération locale des groupes de producteurs sera complétée par la constitution des fédérations régionales corporatives et d'une Fédération des communes.
La fédération corporative sera formée de tous les groupes producteurs appartenant à la même branche de travail. Le but de leur union est de se garantir mutuellement l'usage des instruments de travail en possession de chacun des groupes et qui deviendront par un contrat réciproque la propriété collective de la fédération corporative tout entière. La fédération des groupes permet à ceux-ci d'exercer un contrôle constant sur la production et... de régler le plus ou moins d'intensité de celle-ci. »
Les groupes producteurs appartenant à la même industrie s'enverront mutuellement des délégués d'une ville à une autre pour se concerter. À l'issue de ces conférences, un congrès fédéral des délégués de la corporation sera annoncé. L'objectif du congrès sera de mettre en place un contrat fédératif qui fera l'objet de l'approbation des groupes de la corporation. Un bureau permanent, élu par le congrès corporatif et responsable devant celui-ci, sera destiné à servir d'intermédiaire entre les groupes formant la fédération, de même qu'entre la fédération elle-même et les autres fédérations corporatives.
Un vaste réseau fédératif de consommateurs et de producteurs couvrira le pays. La statistique de la production et de la consommation, centralisée par les bureaux des diverses fédérations corporatives, permettra de fixer de manière rationnelle le nombre des heures de la journée normale de travail, le prix de revient des produits et leur valeur d'échange, ainsi que la quantité en laquelle ces produits doivent être créés pour suffire aux besoins de la consommation. La crainte du despotisme des bureaux est vaine car leurs décisions s'appuient sur des données numériques publiques qui ne peuvent donner lieu à plusieurs solutions. Les groupes producteurs pourront être amenés à voter lorsque les questions ne peuvent être tranchées par les informations scientifiques.

### Pas de socialisme dans un seul pays
Une Révolution isolée à un seul pays garantit son échec. Les principes fondamentaux de la Révolution devant être respectés, cette nouvelle organisation sociale mise en place par la Révolution ne sera pas forcément identique dans tous les pays. Cette différence est tout à fait normale sachant que chaque pays à ses propres tendances. Des divergences sont apparues ainsi entre les socialistes des pays germaniques (Allemagne, Angleterre), et ceux des pays latins et slaves (Italie, Espagne, France, Russie). Mais cette hétérogénéité n'empêche pas les liens de d'amitié et de solidarité qui peuvent s'installer.
Les frontières arbitraires imposées par les gouvernements n'auront plus lieu d'être. Chaque commune se groupera librement en fonction de leurs « intérêts économiques ; leurs affinités de langue, leur situation géographique. L'Italie et l'Espagne, trop vastes pour constituer une seule agglomération de communes, ne constitueront pas chacune une Fédération unique mais plusieurs fédérations de communes. Ces diverses Fédérations de communes, bien que différentes les unes des autres, noueront des liens solidaires et concluront entre elles un pacte d'union. Cette unité désormais réelle, fondée sur une communauté de buts et de besoins avec des échanges durables, sera plus solide que l'unité artificielle découlant d'une centralisation politique résultant de la violence avec comme but l'exploitation du pays au profit d'une classe privilégiée.
Ce pacte d'union ne sera pas limité aux frontières intérieures d'un pays mais se développera au-delà des frontières de chaque pays permettant une alliance dans l'Europe entière.

### Sources
- James Guillaume, L'émancipation par les savoirs, Éditions du Monde libertaire, Éditions Noir et rouge, 2022, 277 pages[17]
- James Guillaume, L'Internationale, Documents et souvenirs, présentation par Marc Vuilleumier, Premier volume : 1864-1872, Second volume : 1872-1878, index et bibliographie, éditions Gérard Lebovici, Paris, 1985.
- Carlo Cafiero, Abrégé du Capital de Karl Marx, 1878. Traduit de l’italien par James Guillaume, Stock, 1910. Édition du Chien Rouge mai 2017 avec en annexe une correspondance Cafiero/Marx, commentée par James Guillaume.

### Sources d'archives
- Fonds : James Guillaume.  Cote : GUILLAUME JAMES. Archives de l'État de Neuchâtel (présentation en ligne).